# Peniocereus castellae
Peniocereus castellae är en kaktusväxtart som beskrevs av Sánchez-mej. Peniocereus castellae ingår i släktet Peniocereus och familjen kaktusväxter. Inga underarter finns listade i Catalogue of Life.